# Agiulf (Warne)
Agiulf (auch Achiuulf, Agriwulf, Agilulf, Aiulf(us) und weitere Schreibungen, siehe Agilulf; † 457 durch Hinrichtung in Portus Cale), ein Warne, war ein von den Westgoten eingesetzter Herrscher der Sueben im galicischen Suebenreich im 5. Jahrhundert und Anführer einer Revolte gegen die Fremdherrschaft der Westgoten.

## Leben

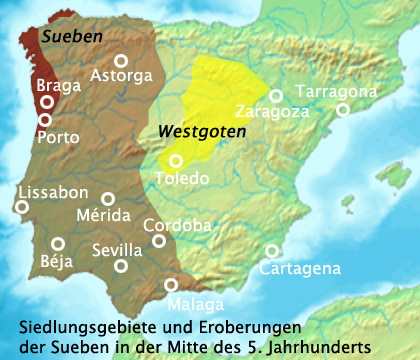
Reich der Sueben auf der Iberischen Halbinsel (um 455)

Agiulf war ein cliens (Vasall) des Westgotenkönigs Theoderich II. (reg. 453–466) aus dem Geschlecht der Warnen. Nachdem Theoderich II. im Jahr 456 die in die römische Provinz Tarraconensis eingedrungenen Sueben Rechiars besiegt hatte, wurde der Warne Agiulf von diesem als eine Art von Unterkönig (bzw. Statthalter) über die Sueben gesetzt, doch konnte sich Maldras zum König über einen Teil der Sueben aufschwingen. Theoderich II. zog weiter durch die Baetica, erfuhr aber in Emerita vom Aufstand des Agiulf sowie vom Sturz und bald darauf Anfang 457 erfolgten Tod seines Freundes, des Kaisers Avitus und entschloss sich daher zur Heimkehr in sein Reich. Im April 457 reiste er von Emerita nach Gallien zurück und besiegte mit einem Teil seiner gotischen Armee den Rebellen Agiulf. Die Hinrichtung des Agiulf erfolgte im Juni 457 in Portus Cale.
Nach Wilhelm Martens Übertragung ins Deutsche wird in den Getica des Jordanes von Agiulf (hier Agriwulf) folgendes berichtet:

„Der siegreiche Theoderid aber schonte die Unterworfenen und ließ nicht länger die Kampfwuth über sie ergehen. Zum Herrn über die unterthänigen Suaven setzte er einen eigenen Vasallen Agriwulf ein. Da jedoch dieser in Folge der Einflüsterungen der Suaven seine Gesinnung veränderte, versäumte er es, die Befehle seines Herrn zu vollziehen; vielmehr glaubte er in hochmüthiger Herrschsucht mit derselben Tapferkeit das Land behaupten zu können, mit welcher er es mit seinem Herrn zusammen unterworfen hatte. Er war nämlich ein Mann aus dem Stamm der Varner, der weit abstand vom Adel gothischen Blutes und deshalb weder nach Freiheit strebte, noch seinem Schutzherrn die Treue hielt. Auf die Kunde hiervon schickte Theoderid alsbald ein Heer gegen ihn, um ihn von der angemaßten Königsherrschaft zu stürzen. Nach seiner Ankunft besiegte dieses denselben unverzüglich in der ersten Schlacht und vollzog an ihm die Strafe, die seinen Thaten zukam. Er wurde nämlich gefangen genommen, und, von den Seinigen verlassen, büßte er mit dem Kopf; und so bekam er, der den gnädigen Herrn verachten zu dürfen geglaubt hatte, endlich den Zorn desselben zu fühlen. Als nun die Suaven ihres Herrschers Untergang sahen, schickten sie gnadeflehende Priester ihres Landes an Theoderid. Mit der Ehrfurcht, die Priestern gebührt, nahm er sie auf, gewährte ihnen nicht bloß Straflosigkeit für die Suaven, sondern in frommer Stimmung gestattete er ihnen sogar, aus ihrem Volk sich einen Fürsten zu setzen. Das geschah, und die Suaven erhoben den Rimismund zu ihrem Häuptling.“

Unklar ist, ob dieser Agiulf mit einem gleichnamigen Sueben identisch ist, den Hydatius von Aquae Flaviae erwähnt. Dieser Agiulf brachte 448/449 den comes Censorius um die Ecke.

## Agilolfinger
Dieser Agiulf (lautgerecht wohl *Agil-wulf) wird von Jörg Jarnut als der Stammvater der Agilolfinger angesehen und damit ein Zusammenhang zwischen den Agilolfingern und den Warnen formuliert. Dass Agiulf bei Anderen als „Gote“ erscheint, widerspricht Jarnuts These nicht, denn die Zuordnungen der Spätantike oder des Frühmittelalters sind nicht als Begriffe ethnischer Herkunft aufzufassen. Matthias Springer hält es für auffällig, dass Jordanes den Ausdruck stirpe genitus verwendet. Jordanes schreibe nicht, dass Agiulf *e genere* Varnorum gewesen sei. Das Wort stirpe lasse eher an ein Herrschergeschlecht als ein 'Volk' denken.